# Ornacieux-Balbins
Ornacieux-Balbins ist eine französische Gemeinde mit 878 Einwohnern (Stand: 1. Januar 2022) im Département Isère in der Region Auvergne-Rhône-Alpes. Sie gehört zum Arrondissement Vienne und zum Kanton Bièvre.
Sie entstand als Commune nouvelle mit Wirkung vom 1. Januar 2019 durch die Zusammenlegung der bisherigen Gemeinden Ornacieux und Balbins, die in der neuen Gemeinde den Status einer Commune déléguée haben. Der Verwaltungssitz befindet sich im Ort Ornacieux.

## Gliederung
| Ortsteil                    | ehemaliger INSEE-Code | Fläche (km²) | Einwohnerzahl zum 1. Januar 2022 |
| --------------------------- | --------------------- | ------------ | -------------------------------- |
| Ornacieux (Verwaltungssitz) | 38284                 | 4,89         | 420                              |
| Balbins                     | 38025                 | 7,26         | 458                              |

## Geographie
Die Gemeinde liegt rund 30 Kilometer südöstlich von Vienne, auf einem kleinen Höhenrücken südlich des Waldgebietes Forêt de Bonnevaux.
Nachbargemeinden sind:
- Porte-des-Bonnevaux mit den Ortschaften Arzay, Semons und Commelle im Norden,
- La Côte-Saint-André im Westen,
- Sardieu im Süden,
- Penol und Bossieu im Westen.